# Effectif actuel des Monsters de Cleveland
| No    | Nom                      | Nat. | Position       | Arrivée |
| ----- | ------------------------ | ---- | -------------- | ------- |
| +040, | Daniil Tarassov          |      | Gardien de but |         |
| +073, | Jet Greaves              |      | Gardien de but |         |
| +006, | Billy Sweezey – A        |      | Défenseur      |         |
| +018, | Dillon Simpson – C       |      | Défenseur      |         |
| +020, | Samuel Knazko            |      | Défenseur      |         |
| +034, | Cole Clayton             |      | Défenseur      |         |
| +055, | David Jiříček            |      | Défenseur      |         |
| +088, | Ole Julian Bjorgvik-Holm |      | Défenseur      |         |
| +096, | Tim Berni                |      | Défenseur      |         |
| +012, | Owen Sillinger           |      | Centre         |         |
| +016, | Justin Richards          |      | Centre         |         |
| +017, | Carson Meyer             |      | Ailier droit   |         |
| +021, | Josh Dunne               |      | Centre         |         |
| +022, | Erik Bradford            |      | Centre         |         |
| +025, | Jake Gaudet              |      | Centre         |         |
| +029, | Robbie Payne             |      | Ailier droit   |         |
| +037, | Roman Ahcan              |      | Ailier gauche  |         |
| +042, | Cole Fonstad             |      | Ailier gauche  |         |
| +044, | Brett Gallant            |      | Ailier gauche  |         |
| +064, | Trey Fix-Wolansky        |      | Ailier droit   |         |
| +071, | Joona Luoto              |      | Ailier gauche  |         |
| +077, | Tyler Angle              |      | Ailier gauche  |         |
| +086, | Kirill Marchenko         |      | Ailier droit   |         |